# Біща (гміна)
Гміна Біща (пол. Gmina Biszcza) — сільська гміна у східній Польщі. Належить до Білґорайського повіту Люблінського воєводства.
Станом на 31 грудня 2011 у гміні проживало 3853 особи.

## Площа
Згідно з даними за 2007 рік площа гміни становила 107.31 км², у тому числі:
- орні землі: 68.00%
- ліси: 26.00%

Таким чином, площа гміни становить 6.40% площі повіту.

## Населення
Станом на 31 грудня 2011:
| Опис     | Загалом | Загалом | Чоловіки | Чоловіки | Жінки | Жінки |
| -------- | ------- | ------- | -------- | -------- | ----- | ----- |
| одиниця  | осіб    | %       | осіб     | %        | осіб  | %     |
| все      | 3853    | 100     | 1928     | 50.04    | 1925  | 49.96 |
| міське   | 0       | 100     | 0        |          | 0     |       |
| сільське | 3853    | 100     | 1928     | 50.04    | 1925  | 49.96 |

## Сусідні гміни
Гміна Біща межує з такими гмінами: Білґорай, Гарасюкі, Ксенжполь, Курилувка, Поток-Ґурни, Терногород.